# Andriej Pierwyszyn
Andriej Siergiejewicz Pierwyszyn (ros. Андрей Сергеевич Первышин; ur. 2 lutego 1985 w Archangielsku) – rosyjski hokeista.

## Kariera
- Łokomotiw 2 Jarosław (2001-2003)
- Łokomotiw Jarosław (2002-2003)
- Spartak Moskwa (2003-2004)
- Spartak 2 Moskwa (2003/2004)
- Ak Bars Kazań (2004-2010)
- Ak Bars 2 Kazań (2004-2006)
- Awangard Omsk (2010-2011)
- SKA Sankt Petersburg (2011-2013)
- CSKA Moskwa (2013-2014)
- HK Soczi (2014-2015)
- Traktor Czelabińsk (2015)
- Awangard Omsk (2015-2016)
- Traktor Czelabińsk (2016)
- Mietałłurg Nowokuźnieck (2016)
- Nieftiechimik Niżniekamsk (2016-2017)
- Saryarka Karaganda (2017-2018)
- HC 07 Detva (2018)
- Pionniers Chamonix (2018)

Wychowanek Spartaka Archangielsk. Od czerwca 2013 zawodnik CSKA Moskwa (w toku wymiany za Jewgienija Riasienskiego). Od maja 2014 zawodnik HK Soczi. Od października 2015 zawodnik Traktora Czelabińsk. Od grudnia 2015 zawodnik Awangardu Omsk. Od maja 2016 do sierpnia ponownie zawodnik Traktora Czelabińsk. Od września do końca listopada 2016 zawodnik Mietałłurga Nowokuźnieck. Od grudnia 2016 do lipca 2017 zawodnik Nieftiechimika. Od końca grudnia 2017 do maja 2018 zawodnik Saryarki Karaganda. W czerwcu 2018 został zawodnikiem słowackiego klubu HC 07 Detva. W połowie listopada 2018 został zawodnikiem francuskiej drużyny Pionniers Chamonix w Ligue Magnus. Po rozegraniu jednego meczu i spędzeniu tam niespełna tygodnia jego kontrakt został rozwiązany z powodów osobistych.

## Sukcesy
Klubowe
- Złoty medal mistrzostw Rosji: 2003 z Łokomotiwem Jarosław, 2006, 2010 z Ak Barsem Kazań
- Puchar Mistrzów: 2007 z Ak Barsem Kazań
- Puchar Kontynentalny: 2008 z Ak Barsem Kazań
- Puchar Kontynentu: 2013 ze SKA
- Brązowy medal mistrzostw Rosji: 2013 ze SKA

Indywidualne
- KHL (2008/2009):
  - Pierwsze miejsce w klasyfikacji asystentów wśród obrońców w fazie play-off: 9 asyst
  - Drugie miejsce w klasyfikacji kanadyjskiej wśród obrońców w fazie play-off: 10 punktów
  - Nagroda Dżentelmen na Lodzie dla obrońcy
- KHL (2010/2011):
  - Nagroda „Sekundy” (najpóźniejszego gola w meczu): w fazie play-off podczas trzeciej dogrywki meczu uzyskał gola w 109. minucie 11. sekundzie spotkania Awangard Omsk-Mietałłurg Magnitogorsk 15.03.2011